# 金沢市立犀生中学校
金沢市立犀生中学校（かなざわしりつ さいせいちゅうがっこう、英語: Kanazawa Municipal Saisei Junior High School）は、石川県金沢市末町にある公立中学校。1990年（平成2年）に犀川中学校と東浅川中学校が統合し、開校した。

## 校名由来
犀川の地域に新しく中学校が独立して誕生することをふまえ、犀と生をとり、「犀生中学校」としたものである。また「生」については、老子の「道は一を生じ、一は二を生じ、二は三を生じ、三は万物を生ず」にも通じ、有為の人材を生み出す新たなる伝統づくりの出発となるよう望むものである。

## 年表

### 金沢市立犀川中学校
- 1947年（昭和22年）4月[5] - 石川郡犀川村立犀川中学校として開校。犀川小学校に併設。
- 1954年（昭和29年）7月1日 - 犀川村の金沢市編入に伴い、金沢市立犀川中学校と改称。所在地：金沢市末町2の148番地[5]。
- 1990年（平成02年）3月 - 犀川中学校閉校。

### 金沢市立東浅川中学校
《主要な出典：》
- 1947年（昭和22年）4月 - 河北郡浅川村立袋中学校として開校。袋小学校に併設。
- 1957年（昭和32年）
  - 4月1日 - 河北郡浅川村立東浅川中学校と改称。
  - 4月5日 - 浅川村の金沢市編入に伴い、金沢市立東浅川中学校と改称。所在地：金沢市浅川町イ130番地[5]。
- 1981年（昭和56年）10月19日 - 新校舎竣工式。
- 1990年（平成02年）3月 - 東浅川中学校閉校。

### 金沢市立犀生中学校
《主要な出典：》
- 1988年（昭和63年）3月29日 - 起工式。
- 1989年（平成元年）
  - 11月27日 - 校章制定。
  - 12月20日 - 校名制定。
- 1990年（平成02年）
  - 2月20日 - 校舎、体育館、運動場完工。
  - 4月4日 - 金沢市立犀生中学校開校式。
  - 9月10日 - 校歌完成。
  - 11月8日 - 竣工式[1]、校旗樹立、記念碑建立。
  - 11月20日 - プール・テニスコート完工。
- 1992年（平成04年）
  - 1月 - 運動場西側方面工事完工。
  - 3月2日 - パソコン教室完工。
  - 3月14日 - 標高石除幕式。
- 1993年（平成05年）12月 - 岡文化賞団体賞（社会部門）受賞。
- 2000年（平成12年）11月4日 - 創立10周年記念式典挙行。同窓会の寄贈により校訓碑除幕式。
- 2003年（平成15年）1月23日 - 岡文化賞団体賞（音楽部門）受賞。
- 2004年（平成16年）4月1日 - とむろ学級（特別支援学級）開設。
- 2005年（平成17年）12月3日 - 高峰賞学校賞受賞。
- 2011年（平成23年）12月17日 - 岡文化賞特別部門受賞。
- 2016年（平成28年）4月1日 - 金沢市教育委員会より「金沢型学校教育モデル実践支援事業」[注釈 2]指定（2か年度）。
- 2022年（令和04年）4月1日 - 金沢市教育委員会より「金沢型学校教育モデル実践推進事業」[注釈 3]指定（2か年度）。

## 主な行事
《出典：》

### 1学期
4月
- 入学式

### 2学期
9月
- 秋季新人大会
- 修学旅行

10月
- 運動会
- スピーチコンテスト

### 3学期
1月
- 3年合格祈願餅つき
- 3年私立入試下見

2月
- 3年期末テスト

3月
- 卒業式

## 部活動

### 運動部
- ソフトボール部（女子）
- 男子ソフトテニス部
- 女子ソフトテニス部
- 剣道部（男女）
- バレーボール部（女子）
- バスケットボール部（男子）
- 相撲部
- 柔道
- 水泳

### 文化部
- ボランティア

### かつてあった部活動
- 合唱部
- ブラスバンド部
- サッカー部
- 卓球部

## 著名人・有名人
- 舛田圭太：バドミントン北京五輪代表
- 北一真：元プロサッカー選手[10]。
- 一意虎風：大相撲力士